# Rhaphuma bivittata
Rhaphuma bivittata är en skalbaggsart som beskrevs av Aurivillius 1916. Rhaphuma bivittata ingår i släktet Rhaphuma och familjen långhorningar. Inga underarter finns listade i Catalogue of Life.